# Syngonanthus retrorsociliatus
Syngonanthus retrorsociliatus är en gräsväxtart som beskrevs av Silveira. Syngonanthus retrorsociliatus ingår i släktet Syngonanthus och familjen Eriocaulaceae. Inga underarter finns listade i Catalogue of Life.